# Fazekas Hills
Die Fazeka Hills sind eine Gruppe schroffer und eisfreier Hügel in der antarktischen Ross Dependency. Sie ragen mit nord-südlicher Ausrichtung über eine Länge von 14,5 km unmittelbar östlich des Mount Oona an der Ostflanke des Lowery-Gletschers in der Queen Elizabeth Range des Transantarktischen Gebirges auf. Südlich liegt der Bengaard Peak.
Das Advisory Committee on Antarctic Names benannte sie 1966 nach Stephen P. Fazekas Sr. (1930–1994), Meteorologe des United States Antarctic Research Program auf der Amundsen-Scott-Südpolstation im Jahr 1958.